# بابلو أراندا
بابلو أراندا رويز (بالإسبانية: Pablo Aranda)‏ (1968 - 2020)، هو كاتب إسباني. 
ولد يوم 26 أبريل 1968 في مدينة مالقة ودرس فقه اللغة الإسبانية في الجامعة، عمل في عدد من المهن بما في ذلك التدريس في منشأة إصلاحية للأحداث وتدريس اللغة الإسبانية في جامعة وهران في الجزائر.
نشر روايته الأولى «La otra ciudad» في عام 2003. وفازت بجائزة «Premio de la Crítica Andaluza» لأفضل رواية كما تم ترشيحها لـ Premio Primavera.
في عام 2012 قام بأول مغامرة له في أدب الأطفال، بكتابه Fede quiere ser pirata (Anaya ،2012) والذي فاز بجائزة Premio de Literatura Infantil Ciudad de Málaga.
توفي في 1 أغسطس 2020 في ملقة عن عمر اثنين وخمسين بسبب سرطان المعدة.

## من مؤلفاته
- رواية تحمل اسم “La Distancia” (تدور احداثها في مدينة طنجة المغربية).